# Haucourt-la-Rigole
Pour les articles homonymes, voir Haucourt.
Haucourt-la-Rigole est un village et une ancienne commune française (commune associée) du département de la Meuse. Commune indépendante jusqu'en 1973, Haucourt-la-Rigole  est désormais rattachée à Spincourt avec les villages de Houdelaucourt-sur-Othain, Ollières et Réchicourt.

## Histoire
Première mention Halda Curtis en 1049, d'un nom d'homme germanique. Jadis Barrois, bailliage de Saint-Mihiel, puis d'Étain : diocèse de Verdun. Affranchi en 1280 par Hue d'Amel, sire d'Avillers. En 1403, Robert, duc de Bar, confisqua la seigneurie. Endommagé en 1914/1918 et restauré.

## Politique et administration
| Période                                  | Période | Identité         | Étiquette | Qualité |
| ---------------------------------------- | ------- | ---------------- | --------- | ------- |
|                                          |         | Chantal Ollinger |           |         |
| Les données manquantes sont à compléter. |         |                  |           |         |

## Démographie
| 1906 | 1926 | 1936 | 1946 | 1954 | 1962 | 1968 |
| ---- | ---- | ---- | ---- | ---- | ---- | ---- |
| 80   | 60   | 76   | 69   | 67   | 60   | 57   |

## Lieux et monuments
- Maisons XVIIIe siècle et XIXe siècle.
- Anciens moulins

### Édifices religieux
- Église Saint-Hubert, construite en 1831.